# Sextus Nonius Sufenas
Sextus Nonius Sufenas, homme politique romain, est le neveu de Sylla et peut-être le père de Marcus Nonius. Il institua en 81 av. J.-C. les ludi Victoriæ Sullanæ afin de commémorer la victoire de son oncle sur le parti marianiste à la porte Colline de Rome en 82 av. J.-C.
Marcus Nonius Sufenas fut questeur en 60 av. J.-C. et tribun de la plèbe en 56 av. J.-C.